# Chiesa di San Michele Arcangelo (Amalfi, Vettica Minore)
La chiesa di San Michele Arcangelo è una chiesa ubicata ad Amalfi, nella frazione di Vettica Minore.

## Storia
Non si hanno notizie precise sulla data di costruzione della chiesa: secondo un documento del XVII secolo questa sarebbe stata edificata per volere della famiglia Sarcaja insieme alla chiesa di San Giovanni Battista a Conca dei Marini; tuttavia il primo documento in cui è citata risale al 1208 quando era di patronato della famiglia Comite Orso. In un altro documento viene attestato il patronato di una cappella a Marino Casanova nel 1321. Fu restaurata nel XVI secolo, come ipotizzabile da alcuni marmi del periodo, e nel XVII secolo quando fu decorata in stile barocco e rifatto l'altare maggiore.
Tra il 1825 e il 1826 vennero eseguiti altri lavori di restauro, soprattutto nella zona del presbiterio, e di consolidamento; il 4 marzo 1840 venne destinata a uso cimiteriale per gli abitanti di Pogerola. Nel 1930, contestualmente all'apertura della strada per Amalfi, venne rimodellato il sagrato, mentre nel 1955 furono realizzati gli affreschi del presbiterio.
A seguito dei danni subiti dal terremoto del 1980 venne svolti restauri tra il 1992 e il 1993, quando venne posato anche il nuovo pavimento.

## Descrizione
La chiesa, posta al centro del borgo di Vettica Minore, è preceduta da un sagrato panoramico di forma irregolare simile ai vari terrazzamenti tipici del luogo. La facciata è a capanna e divisa in due da un marcapiano realizzato con delle tegole: nella parte inferiore è posto l'unico portale d'ingresso mentre in quella superiore è un finestrone rettangolare sormontato da un'edicola nella quale è una raffigurazione di San Michele in maioliche.
Internamente è a navata unica, con volta piana decorata con un affresco di San Michele, mentre sul fondo, in un'area rettangolare, è il presbiterio che ospita l'altare maggiore sormontato dal quadro Vergine in trono tra i santi Andrea apostolo e Michele arcangelo. Lungo la navata si aprono due cappelle per ogni lato con volte a botte: in una delle cappelle è ospitato il quadro della Madonna del Rosario del XVI opera di Marco dal Pino; è inoltre custodita una statua lignea raffigurante San Michele risalente al XVIII secolo. Dalla parete destra sul fondo della navata si accede alla sala parrocchiale, mentre, sempre dalla destra, ma dell'abside, si accede alla sacrestia. La pavimentazione è in marmo chiaro.
Accanto alla chiesa è il campanile: composto da quattro livelli, separati tramite marcapiani, a pianta quadrata, nel terzo piano è posto un orologio, mentre nel quarto si aprono delle monofore; termina con una cupola emisferica ricoperta con maioliche, sulla quale poi si innalza una lanterna.